# China Northern Airlines
China Northern Airlines fue una aerolínea china que operó entre 1990 hasta 2003, que es cuando se adhirió a la actual China Southern Airlines.

## Incidentes
El 13 de noviembre de 1993, el vuelo 6901 de China Northern de Pekín a Urumqi, un avión de pasajeros McDonnell Douglas MD-82 (Reg. B-2141), se estrelló al acercarse al aeropuerto de Urumqi, matando 12 de 102 a bordo. Se debió a un error del piloto. 
El 17 de abril de 2002, el vuelo 6621 de China Northern de Dalian a Shenyang, un avión de McDonnell Douglas MD-82, nueve minutos después del despegue, un hombre intentó secuestrar el vuelo nacional. El personal de seguridad en vuelo y los pasajeros lograron dominar al hombre de inmediato. A las 17:58 hora local, el vuelo aterrizó con seguridad en Shenyang. 
El 7 de mayo de 2002, el vuelo 6136 de China Northern Airlines de Pekín a Dalian, un avión de pasajeros McDonnell Douglas MD-82 (Reg. B-2138), se estrelló en el Mar Amarillo a unos 9,7 kilómetros de la costa de Dalian, 112 a bordo. Más tarde se determinó que un pasajero que quería suicidarse comenzó un incendio a bordo del avión. 